# 울산 태화강 동굴피아

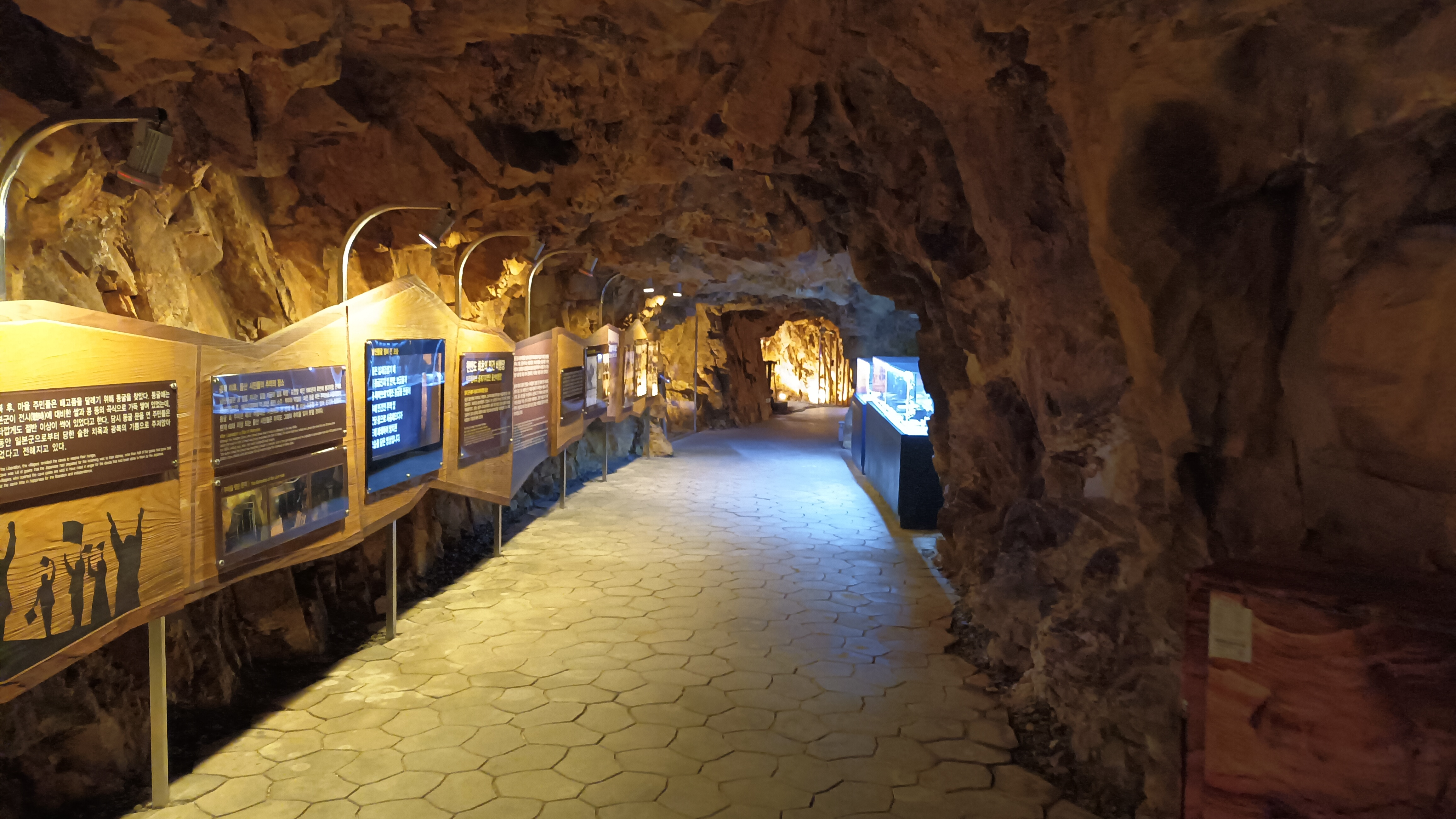
울산 태화강 동굴피아 내부

울산 태화강 동굴피아(Ulsan Taehwagang Donggulpia)는 대한민국 울산광역시 남구 신정동 태화강변에 있는 동굴 관광지이다. 과거 일제강점기 일본군의 군수물자 창고로 쓰이던 남산동굴을 정비하여 2017년 관광 공원으로 조성하였다. 

## 개요
일제강점기 말 태평양 전쟁 시기에, 일본군은 현재의 울산광역시 남구 삼산동 지역에 운영 중이던 19만 8천 m2 규모의 민간 비행장을 군용으로 개조하면서, 동시에 군수물자와 항공유 등을 보관하기 위해 울산 신정동의 남산 일대에 인공적으로 동굴을 만들어 창고로 사용하였다. 현재의 울산 태화강 동굴피아 공원이 있는 지역에는 총 4개의 동굴이 존재했으며 규모는 너비 1.5~5.5 m, 높이 1.8~4.2 m, 연장 16~62 m 이다. 이외에 여천천 부근과 대현동 산기슭에서도 인공 동굴들이 발견되었다. 

### 지질
동굴 일대의 지질은 중생대 백악기의 화성암인 규장암으로 구성된다. 규장암은 울주군 범서읍 서사리와 울산광역시 시내 다운동, 유곡동, 우정동, 태화동, 무거동, 양정동과 울산 태화강 동굴피아가 있는 신정동과 은월봉(119 m) 지역에 분포하는 암석으로 경상 누층군 울산층과 불국사 화강암 흑운모 화강암을 관입하였으며 정자 분지의 당사리 안산암에 의하여 관입당했고 정자 역암층에 의해 덮여 있다. 규장암은 유백색~회백색을 띠며 극히 소립자의 회색반정을 가진다. 현미경 하에서 석영, 견운모화된 사장석, 편상의 백운모와 소량의 흑운모, 점상의 황철석으로 구성된다.

## 관람 안내
관람시간은 오전 9시부터 오후 6시까지, 입장 마감은 오후 5시 30분이다. 매주 월요일은 휴무일이다. 입구에서 안전모를 제공하며 반려동물과 음식물은 반입할 수 없다.

### 내부 시설
동굴 내부는 낙석의 위험이 있어 입구에서 안전모를 제공한다. 동굴 내부에는 아래 사진과 같이 일제 강점기 사용하던 타자기, 수화기, 다리미 등이 전시되어 있으며 조명으로 장식한 은하수 터널과 곤충체험전시관이 있다. 동굴 끝 부분에 위치한 곤충체험전시관에는 실제 화석이 전시되어 있는데 울산광역시의 지질과 직접적인 관련은 없다.

### 주변 시설
동굴피아 주차장에서 동굴 입구로 가는 길가에 남산 인공폭포가 있다. 동굴 입구는 태화강변에 위치하며 태화강 건너편에 태화강 국가정원이 있다. 

### 입장료
동굴 입장료는 개인 기준 성인 2천원, 청소년/군인 1,500원, 어린이 1,000원이다. 울산다자녀사랑카드 소지자, 만 65세 이상, 보호자 동반 36개월 미만 유아는 무료이다.

## 교통

### 승용차
동굴 입구는 남산로 도로변(지번: 울산 남구 신정동 1540-4, 도로명주소: 울산광역시 남구 남산로 306)에 위치한다. 동굴 입구에서 600 m 서쪽에 태화로터리 방면으로 남산로와 연결된 동굴피아 전용 무료주차장(지번: 울산 남구 신정동 1548-11, 도로명주소: 울산 남구 남산로 254)가 있어 이곳에서 주차 후 남산로 도로를 따라 동굴 입구까지 걸어간다. 

### 버스
버스 정류장은 동굴피아 입구 건너편의 크로바아파트앞 정류소, 동굴피아 주차장의 태화강전망대 정류소가 있다. 
- ● 417번 : 율리공영차고지 ↔ 울산대학교 ↔ 신복교차로 ↔ 삼호동 ↔ 태화강전망대 ↔ 크로바아파트앞 ↔ 태화로터리 ↔ 학성공원 ↔ 울산고속버스터미널 ↔ 태화강역
- ● 513번 : 삼남읍 ↔ 언양읍 ↔ 울산역 ↔ 울산과학기술원 ↔ 범서읍 ↔ 굴화리 ↔ 삼호동 ↔ 태화강전망대 ↔ 크로바아파트앞 ↔ 태화로터리 ↔ 울산광역시청 ↔ 공업탑 ↔ 청량읍 (배차 30분)
- ● 514번 : 굴화리 ↔ 삼호동 ↔ 태화강전망대 ↔ 크로바아파트앞 ↔ 태화로터리 ↔ 울산광역시청 ↔ 울산문화공원 ↔ 울산고속버스터미널 ↔ 선암동 ↔ 개운포역 ↔ 청량읍
- ● 716번 : 삼호동 ↔ 태화강전망대 ↔ 크로바아파트앞 ↔ 태화로터리 ↔ 울산광역시청 ↔ 번영사거리 ↔ 울산고속버스터미널 ↔ 태화강역 ↔ 울산항·장생포
- ● 744번 : 웅촌면 ↔ 삼정리 ↔ 울주군청 ↔ 울산대학교 ↔ 신복교차로 ↔ 삼호동 ↔ 태화강전망대 ↔ 크로바아파트앞 ↔ 태화로터리 ↔ 울산광역시청 ↔ 번영사거리 ↔ 울산고속버스터미널 ↔ 태화강역

## 사진
울산 태화강 동굴피아
- 동굴 내 전시물
- 동굴 내 전시물
- 동굴 내 전시물
- 보름달 조형물
- 광차 탑승체험
- 은하수터널
- 규장암 노두
- 곤충체험전시관
- 동굴 내 전시된 화석. 울산광역시의 지질과 직접 관계는 없다.
- 낙수 주의 표지판. 이 동굴은 엄밀히 말해 자연적으로 생성된 동굴이 아니라 규장암 내부를 굴착하여 만든 인공 동굴이다.

## 같이 보기
- 울산광역시의 지질
- 대왕암공원
- 울산 선바위
- 자수정 동굴나라
- 유곡동공룡발자국화석
- 울주 대곡리 반구대 암각화
- 울주 대곡리 공룡발자국 화석
- 천전리공룡발자국화석
- 충주 활옥동굴